# Neckarbrücke (Ladenburg)

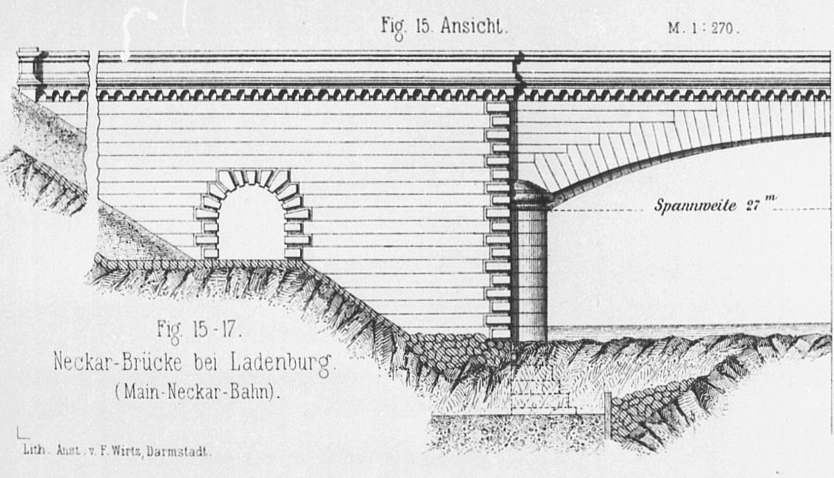
Entwurfszeichnung 1848

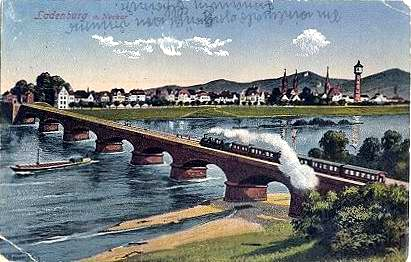
Die Neckarbrücke um 1900

Die Neckarbrücke Ladenburg ist eine Eisenbahnbrücke über den Neckar im Zuge der Bahnstrecke Frankfurt am Main–Heidelberg.

## Technische Ausstattung
Es handelt sich um eine steinerne Bogenbrücke, die mit sieben Bögen den Fluss überspannt. Sie trägt die zweigleisige elektrifizierte Hauptstrecke von Frankfurt am Main nach Mannheim und Heidelberg sowie einen kombinierten Fuß- und Radweg.

## Geschichte
Die Bahnstrecke Frankfurt am Main–Heidelberg begann ihren Betrieb 1846, ohne dass die beiden größten Ingenieurbauwerke der Strecke, die (alte) Main-Neckar-Brücke über den Main in Frankfurt und die Neckarbrücke bei Ladenburg, fertiggestellt waren. An beiden Stellen entstanden Provisorien, bis die beiden Steinbrücken 1848 vollendet waren.

### Holzbrücke
In Ladenburg lief der Verkehr zunächst über eine provisorische Holzbrücke. Als Alternativen erwogen wurde stattdessen auch ein Trajekt oder einen „Omnibus-Dienst“, was aber wegen der Unwirtschaftlichkeit verworfen wurde.
Die Holzfachwerkbrücke bestand aus Tannenholz und hatte sieben Hauptöffnungen von je 29,58 m Breite. Um die Holzkonstruktion zu schützen, lagen deren Pfeiler direkt hinter denen der im Bau befindlichen Steinbrücke. Sie war eingleisig und nur 3,9 m breit. Am 29. Juni 1846 fand die Bauabnahme statt.
Die Konstrukteure waren sich nicht sicher, ob die Brücke auch das Gewicht der Lokomotiven trüge. So verkehrten ab dem 14. Juni 1846 die Züge beidseits bis zur Brücke und die Fahrgäste mussten sie zu Fuß überqueren. Ab dem 27. Juli 1846 verkehrten die Züge dann durchgehend zwischen Frankfurt und Heidelberg, die Wagen wurden aber von Hand über die Brücke geschoben und auf der anderen Seite von einer zweiten Lokomotive abgeholt. Erst ab dem 9. Oktober 1846 fuhren dann auch lokomotivbespannte Züge darüber. Wie sich herausstellte, war das problemlos möglich. Auf der Brücke fuhren sie im Schritttempo.

### Steinbrücke
Sie war für zwei Gleise ausgelegt, trug aber zunächst nur eines. Die gesamte Strecke der Main-Neckar-Bahn erhielt erst ab 1860 ein zweites Gleis. Zwischen den Pfeilern spannen sich flache Segmentbögen, da zur Bauzeit noch mit starkem Eisgang auf dem Neckar zu rechnen war und dem so wenig Angriffsfläche wie möglich geboten werden sollte. Als Baumaterial kam roter Buntsandstein aus dem Neckartal zum Einsatz, die Fundamente wurden zum Teil in hydraulischen Kalk, einer Vorform des Betons, gegründet.
Die Bauarbeiten begannen im Herbst 1844. Mehrfache Hochwasser 1845 zerstörten einen Teil der Arbeiten wieder. Am 24. August 1848 ging die steinerne Brücke in Betrieb.
Bei der Niederschlagung der Badischen Revolution 1849 war die Neckarbrücke in Ladenburg heftig umkämpft.
1945 wurde die Brücke gesprengt. 1946 wurde sie behelfsmäßig, 1948 endgültig in der alten Form wieder hergestellt.